# Тори (Равена)
Тори је насеље у Италији у округу Равена, региону Емилија-Ромања.
Према процени из 2011. у насељу је живело 229 становника. Насеље се налази на надморској висини од -1 м.